# 大野剣友会
大野剣友会（おおの けんゆうかい）は、日本の演劇・殺陣集団。
『柔道一直線』や仮面ライダーシリーズなどのテレビ番組で、アクションやスタント、スーツアクターを務めた。

## 概要
1964年、殺陣師の大野幸太郎が設立。大野は劇団ひまわり出身で、殺陣師の大内龍生門下だったが、大内剣友会では若手へ仕事が回ってこなかったことから独立した。大野の自宅敷地に2階建ての事務所を備えた道場と、殺陣スタッフのためのアパートを設置し、殺陣・演劇を教える一大殺陣集団として1970年代に活躍した。
テレビ番組『柔道一直線』（TBS）のアクションを担当したことをきっかけに、『仮面ライダー』（毎日放送）をはじめとする東映のテレビ特撮作品のヒーローや怪人のスーツアクター、戦闘員を含む殺陣全般を数多く務めるようになる。
もともと演劇集団であり、俳優志望のメンバーも多く、担当作品では顔出し出演や怪人の声なども担当していた。
東映の実写ヒーロー作品が激減した1978年には、円谷プロダクションの『恐竜戦隊コセイドン』や創英舎の『UFO大戦争 戦え! レッドタイガー』（共に東京12チャンネル〈現：テレビ東京〉）など、他社作品に参加する。前者では岡田勝がゴドメス帝王のアクションを演じ、後者では撮影現場の下請制作も引き受けるなどの活躍をみせるとともに、主人公のレッドタイガーを中屋敷哲也が演じている。1980年に放映された『ウルトラマン80』（TBS）では、赤坂順一らがスーツアクターとしてアクションを演じた。

## 沿革
- 1964年（昭和39年）、大野幸太郎が設立[1][5]。
- 1968年（昭和43年）、テレビ時代劇『日本剣客伝』の殺陣を担当[1]。
- 1969年（昭和44年）、東映のテレビドラマ『柔道一直線』のアクション担当[2][6]。
- 1971年（昭和46年）、『仮面ライダー』で殺陣を担当。
  - 以後、数多くの変身ヒーロー番組のアクションを担当する。同年、『仮面ライダー』の大ヒットに伴い、後楽園ゆうえんち（現・東京ドームシティアトラクションズ）などでの「仮面ライダーショー」を行う[7][8]。
- 1980年（昭和55年）、大野が代表から退いて会長となり、殺陣師の岡田勝が代表となる[2][9]。
- 1985年（昭和60年）、有限会社「大野剣友会アクションスタジオ」となる[2][9]。
  - 以後、各種メディアや舞台、アトラクションで殺陣を担当し、現在に至る。
- 2009年（平成21年）10月30日、大野が急性胆嚢炎で逝去[10]（76歳没）。

## エピソード
- 『仮面ライダー』で、『柔道一直線』とは全く違う素顔の見えない仮面劇アクションを要求された大野は、若い会員たちに次の規律を定め、鉄則として守らせた。平山亨は大野のこの「鉄の規律」が、古巣東映京都でのスターに対する教えと同じものであり、当時でも昔話になったと思っていた世界が剣友会にあったことを知って感動したと語っている[11]。
  1. たとえ吹替えでも、仮面ライダーに入らせてもらえることを最高の名誉と思え
  2. 仮面ライダーを着させてもらえたものは、人の見ているところで煙草を吸ったり、寝そべったり、立ち小便などをしてはならない。それは主役であることの誇りを傷つける行為である
  3. 脱いだ面を、地面に置くなど軽率に扱ってはならない。主役には必ず付き添いがつき、脱いだ面も靴も上座に安置せよ。面、靴といえども、我々全員が飯を食わせていただくスターさんであるからである
- 大野幸太郎は、テレビで『仮面ライダー』を見る際に自分の息子の側にアイスクリームを置いて、その時の息子の仕草からどの場面で子供が喜ぶかを研究した。結果、アクションシーンで息子は身を乗り出してテレビに熱中していたが、ドラマの場面ではアイスを食べていた。そのことから大野はドラマの冒頭とクライマックスにアクションを入れれば子供が夢中になることを学んだと述べている[12]。

## メンバー
- 岡田勝
  - 殺陣師 - 現・大野剣友会代表
- 石澤幸子（いしざわ さちこ）
- 薄田宙也（うすだ ちゅうや）
- 佑磨（ゆうま）

## 過去のメンバー
名義は在籍時のもの。表記・記載順は『大野剣友会伝 ヒーローアクションを生んだ達人たち』（風塵社、1999年）の「大野剣友会歴代メンバー紹介」に基づく。

### 創始者
大野幸太郎（）
1933年6月6日 - 2009年10月30日。東京都杉並区出身。
時代劇好きであったことから、高校生の時に殺陣師として高名であった大内竜生に弟子入りする。大内と対面した際は、木刀を構えただけで弟子入りを認められたという。大学在学中から映画に出演しており、大学卒業後に正式に大内剣友会へ入門し、芸能活動を本格化する。
1964年に大内剣友会から独立し、兄弟弟子や自身がスカウトした高橋一俊・中村文弥らとともに大野剣友会を旗揚げした。『仮面ライダー』の序盤では、高橋が『柔道一直線』を担当していたため、大野自ら殺陣師を務めた。 後楽園ゆうえんちで開催された仮面ライダーショーの構成・演出も手掛けた。『UFO大戦争 戦え! レッドタイガー』では原作を担当。
1980年に代表を岡田勝に譲り、以後は会長として後進の育成に務めた。

### 男性
※ 名字だけの人物は名前不明。
- 飯塚実
- 高橋一俊 → 澤村竜王
  - 大野幸太郎の後継者候補だったが、1976年に退会。独立して「ビッグアクション」を立ち上げる。
- 中村文弥
- 大沢幸祐
- 河原田源三郎
- 宮田三浪
- 中屋敷鉄也
- 佐々木
- 大野孝
- 佐藤博己
- 佐藤好将
- 後藤
- 松本孝夫
- 佐野房信（）
  - 1944年4月8日生まれ[2][15]。秋田県横手市出身[2]。東京都立商科短期大学在学中、殺陣の授業に大野剣友会が参加していたことから、大学卒業の前後に入会する[2][16]。『仮面ライダー』の蝙蝠男などを演じたが、以前より片目（右目）が不調であったため立ち回りが困難になり、1972年に退会[2]。その後は会社員として定年退職まで勤め上げた[2][15]。
- 池田力也 ※殺陣師
- 甘利健二（）
  - 1947年8月26日生まれ[17]。器械体操経験があり、大野剣友会のトランポリンアクションでは師範的役割であった[18]。『仮面ライダー』第1話では、メンバーでは先輩格だったため中村文弥とともに赤戦闘員を演じた[17]。メンバーの中では小柄なため、『仮面ライダー』第18話に登場したヒトデンジャーのスーツアクターを担当した[17]。
- 土屋三千雄
- 宮本吉明
- 瀬島達佳
- 石丸強志
- 辻村征史
- 大久保利雅
- 水上和広
- 滑川広志（）
  - 1951年1月12日生まれ[2]。東京都板橋区出身[2][19]。高校時代から通っていたタレント養成所で殺陣の講師を務めていた大野と知り合い、養成所卒業後に大野剣友会に入会[2][19]。高橋一俊の付き人を経て、『柔道一直線』から俳優として活動を開始[2][19]。この間、同期の渋谷秀美とともに東映生田スタジオの整備に参加する[19]。その後、『仮面ライダー』で戦闘員や怪人役を多数務めた[2][19]。しかし、『仮面ライダーV3』の途中で、介護士であった母親から危険な仕事をやめるよう懇願され引退[2][19]。その後は会社員となった[2][19]。
- 渋谷秀美
- 竹内紹治郎
- 天野正登
- 谷山清
- 大杉雄太郎
- 河原崎洋央
- 前田直高
- 中村裕
- 新堀和男 ※アクション監督
  - 現・レッド・エンタテインメント・デリヴァー代表
- 小林貞夫
- 阿良木正
- 千代田恵介（）
  - 1946年1月12日生まれ[20]。東京都出身[20]。俳優の父親が大野幸太郎と旧知の間柄で、その縁で1971年に大野剣友会に入会[20]。『仮面ライダー』第72話の那智の滝のロケで岡田勝の指名で仮面ライダー新2号のスーツアクターを担当[20]。1975年に高橋一俊たちとビッグアクションを創設し『忍者キャプター』などに出演[20]。その後は飲食店を経営していた[20]。
- 中本竜夫
  - 『イナズマン』でサナギマンなどのスーツアクターを務めた。
- 中本恒夫
- 石塚信之
- 湯川泰男
  - 11月４日新潟県十日町市生まれ。『仮面ライダーアマゾン』でトランポリンや主演の岡崎徹の吹き替えを担当[1]。『仮面ライダーストロンガー』最終話ではアマゾンのスーツアクターを務めた[1]。大野剣友会退会後は教職を経て、近年は整体師を営む[21]傍ら、実川長生名義で歌手としても活動[22]。
- 翁長和男 ※殺陣師
- 山田茂
- 武田秀年
- 沢山功
- 湯浅洋行
- 上田弘司 ※殺陣師
- 小澤章治
- 田中耕三郎 ※殺陣師
- 栗原良二
  - 『仮面ライダーストロンガー』の電波人間タックル、『秘密戦隊ゴレンジャー』のモモレンジャーなどを演じた[1]。
- 伊東勇治
- 平嶺隆
- 大門幸一
- 赤坂順一
  - 『ウルトラマン80』の序盤にウルトラマン80のスーツアクターを務めた。
- 若狭新一
- 城谷光俊
- 中村隆行
- 高木政人
- 坂本勝彦
- 池上直人
- 小泉豊
  - アンドロメロスのスーツアクターを務めた。
- 寺田慎介
- 山際道則 ※殺陣師
- 笹本和良
- 立石一夫
- 木原将
- 藤山健剛
- 宮沢淑郎
- 早川昭彦
- 甲斐新
- 高岩陽
- 磯崎誠一
- 当山彰一
- 柏木直斗
- 大道寺俊典
- 藤山明
- 和田宣房
- 渡部守
- 椎名和隆
- 武田和明
- 田端和志
- 三上伸二
- 福沢博文 ※アクション監督
  - 現・レッド・エンタテインメント・デリヴァー所属。
- 相田亮
- 田中政秀
- 伊藤仁
- 破我直義
- 八木清治
- 大野弘
- 桑原憲夫
- 富士野幸夫
- 桑原幸夫
- 風見たかし
- 久本昇
- 和久陣八
- 矢車武
- ギュウゾウ
- 佐藤巧
  - 『仮面ライダー』終盤でショッカー怪人のスーツアクターを務めた後、『仮面ライダーV3』以降、トランポリンアクションを多く担当した[1]。
- 丹野宜政
- 田坂秀治
- 坂井良多
- 石井康彦

### 女性
- 柳悦子
- 君塚由紀子
- 結城良子
- 南幸美
- 佐藤比呂子
- 遠山康江
- 吉田恭子
- 竹下千恵子（岡田勝と結婚）
- 増田美智子
- 渡辺敏子
- 清田真妃
  - 『仮面ライダーストロンガー』の電波人間タックル、『秘密戦隊ゴレンジャー』のモモレンジャー、『ザ・カゲスター』のベルスター、『アクマイザー3』のダイヤンガー(ダイアナ)、『ウルトラマン80』のユリアンなどを担当した[1]。
- 三田恵子
- 星野優子
- 小保方智子
- 国本恵美子
  - 『アンドロメロス』アンドロフロル
- 古木久美子
- 土橋直美
- 丸山宏美
- 藤島美樹
- 安田仁子
- 島村千寿子
- 平田晃代
- 高橋和恵
- 高木美弥子
- 宍戸真由美
  - 『超力戦隊オーレンジャー』の主演・宍戸勝の実姉。

## 担当作品
メンバーが助っ人で参加した作品を除く。
- 日本剣客伝
- マイティジャック（大野プロダクションの名義で参加）
- 柔道一直線
- 柔の星
- 仮面ライダーシリーズ（『10号誕生!仮面ライダー全員集合!!』まで）
- 超人バロム・1
- 変身忍者 嵐
- イナズマン、イナズマンF
- 刑事くん
- エスパイ（ジャパン・アクション・クラブとの共同で担当）
- 白い牙
- 消えた巨人軍
- 秘密戦隊ゴレンジャー（第66話まで）
- ザ・カゲスター（ただし殺陣師は大野剣友会所属ではない渡辺安章が主に担当）
- 宇宙鉄人キョーダイン
- 大鉄人17
- UFO大戦争 戦え! レッドタイガー
- アンドロメロス
- 爆裂都市　BURST CITY（1982）
- 東映不思議コメディーシリーズ
- TVオバケてれもんじゃ
- スケバン刑事シリーズ
- 混浴露天風呂連続殺人シリーズ
- 十津川警部シリーズ